# 참외전로

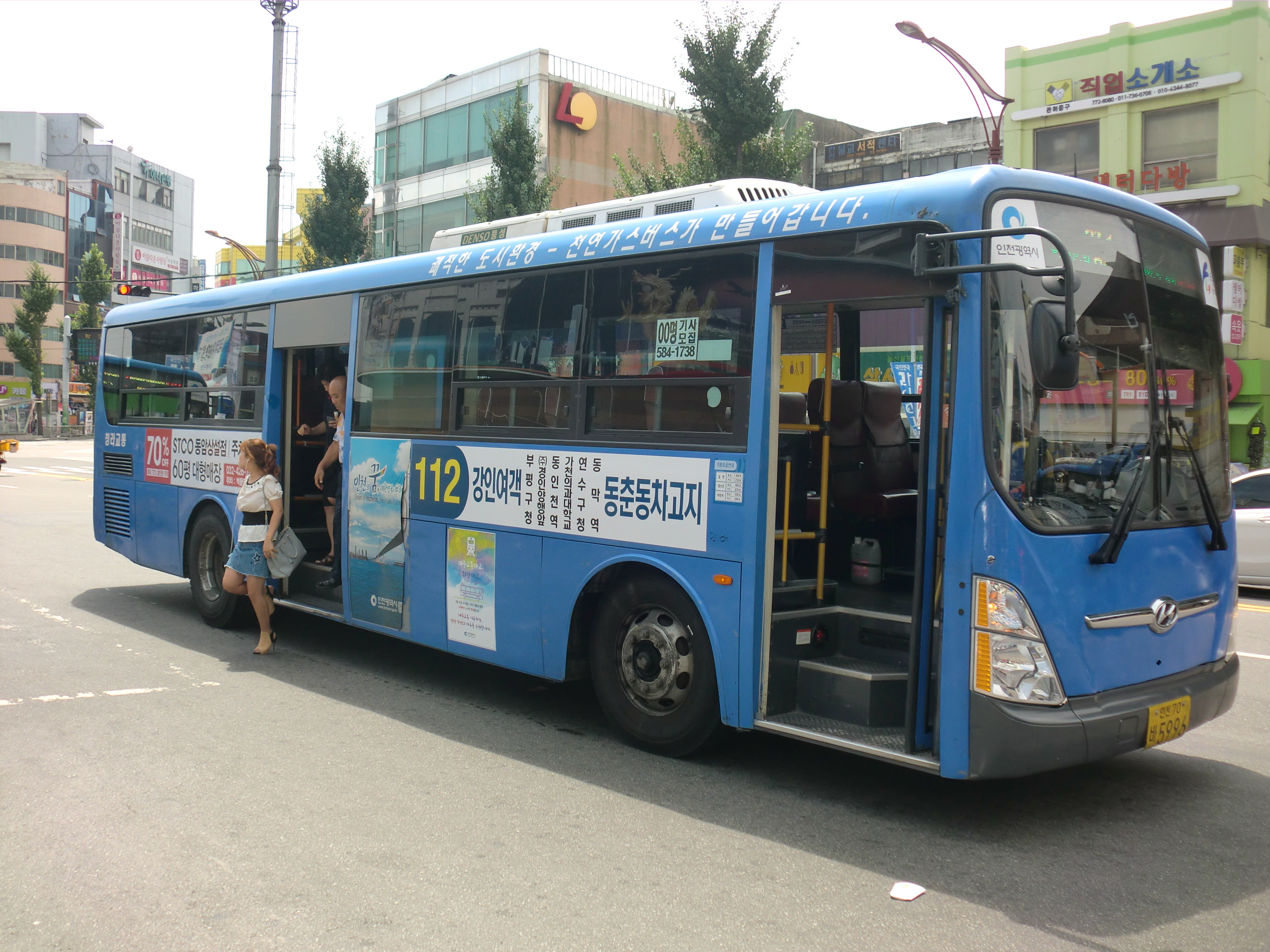
롯데리아 동인천역전점 부근을 통과하는 청라교통 소속 인천 112번 버스

참외전로(-田路)는 인천광역시 중구 송월동3가에서 미추홀구 숭의동까지 이르는 주요 도로로, 총 연장은 3.35 km이다. 해당 도로는 제물량로와 경인로를 통해 연결되는 보조 도로이기도 하며 대체적으로 간선도로에 준한다.

## 개요
해당 도로명인 참외전로는 구 참외전 거리 지역을 중심으로 하는 곳을 통과하는 것에서 유래되었다. 예로부터 이 지역 주민들이 해당 거리를 채미전이라고 불렀으며, "채미"는 경기 방언으로 참외를 의미한다. 그래서 이 일대에는 참외밭, 참외시장 등이 자리잡은 거리이기 때문에 인천의 동대문이라 하는 동인천역에서 배다리사거리 사이의 지역에서는 숭의동, 도화동 일원을 중심으로 재배하고 있었던 참외를 판매하는 시장이 있어, 해당 가게들을 더 발전시켜 동인천청과물시장으로 급성장하였으나, 지금은 대형급 청과물시장을 없애버리고, 군소 규모의 과일 가게가 잔류될 정도로 예전의 명성을 유지하고 있다. 도로명 주소가 시행되기 직전에는 참외전길(--田-)로 고시한 바 있다.

## 통과하는 지자체
- 중구
  - 송월동3가 - 송월동1가 - 전동 - 인현동 - 경동 - 유동 - 도원동
- 미추홀구
  - 숭의동

## 접촉하는 도로
- 제물량로
- 송화로
- 우현로
- 개항로
- 송림로
- 서해대로
- 샛골로
- 독정이로
- 경인로

## 주변 시설
중구
- 송월아파트
- 인천송월초등학교
- 송월자동차공업사
- 다우요양원
- 전동교회
- 미추홀문화회관
- 인천시 영구임대주택
- 인천정보과학고등학교

미추홀구
- 인천축구전용경기장
- 도원역서희스타힐스크루즈시티
- 평화자유시장
- 세계기독교통일신령협회 인천교구
- 숭의현대아파트

## 주변 철도역
- 수도권 전철 1호선 : 동인천역, 도원역

## 특이 사항
해당 도로는 일부 구간이 동구를 관통하는 구간도 혼재된다. 그래서 해당 도로의 북성동 방향 상행선에 한하여 통과한다.